# Voluntari
Voluntari è una città della Romania di 47 366 abitanti, ubicata nel distretto di Ilfov, nella regione storica della Muntenia.
Voluntari ha ottenuto lo status di città nell'aprile 2004.
La città è ubicata a diretto contatto con il quartiere Pipera di Bucarest, senza soluzione di continuità tra gli abitati.
In romeno Voluntari significa letteralmente "Volontari", essendo stata fondata dai soldati volontari che combatterono per la Romania nella prima guerra mondiale e ai quali vennero dati appezzamenti di terreno per costruire le loro case dopo la guerra. L'insediamento ha ricevuto lo status di città nel 2004.

## Trasporti e infrastrutture

### Strade
Voluntari è attraversata dalla strada DN2 che collega Bucarest a Afumati e delimitata a nord dalla Cintura di Bucarest. Voluntari è anche collegata con una uscita della autostrada A3.

### Mobilità urbana
Voluntari ha una propria rete di autobus, gestita dall'azienda Serviciul Transport Voluntari controllata dal consiglio locale, composta da 39 linee di autobus. Inoltre, la città è collegata a Bucarest dalle linee di autobus gestite da STB, l'operatore di trasporto pubblico di Bucarest.

## Sport
Il FC Voluntari è la squadra calcistica di riferimento della città che milita nella Liga II.